# Seymore Butts

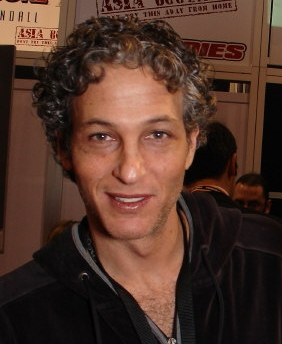
Seymore Butts (2007)

Seymore Butts (* 18. März 1964 in New York City als Adam Glasser) ist ein US-amerikanischer Pornodarsteller und Pornofilmregisseur.

## Karriere
Butts hat bei Pornofilmen Regie geführt, sie produziert und auch manchmal als Darsteller mitgewirkt. Insgesamt war er am Zustandekommen hunderter Pornofilme der Richtung Gonzo beteiligt und wird als eine der herausragenden Persönlichkeiten der Branche betrachtet. Seine Laufbahn begann mit Nebenrollen Ende der 1980er Jahre, unter anderem in einem Film der „Buttman“-Serie von John Stagliano, daher Glassers Künstlername Seymore Butts. Anfang der 1990er Jahre begann er mit der Produktion eigener Filme.
Seit 2003 ist sein eigenes Leben, sowie das Leben seiner für ihn arbeitenden Verwandten, Gegenstand einer Reality-TV-Sendung namens Family Business. Die Sendung zeigt auch u. a. seine Mutter Lila Glasser und seinen Neffen Stevie Glasser, beide angestellt in besagtem „Familienbetrieb“. Glasser verwendet in der Sendung seinen richtigen Namen, und die Kamera dreht auch, wenn er z. B. seinem Sohn das Essen eingeben muss. Dessen Mutter Taylor Hayes kommt aber nicht regelmäßig vor.
Glasser ist dafür bekannt, dass er in seinen Filmen manchmal Frauen mitspielen lässt, mit denen er auch außerhalb des Films zu tun hat: u. a. Shane (seine vormalige Verlobte, die gegenwärtig ihre eigene Gonzoporno-Reihe Shane's World produziert), Alisha Klass, Taylor Hayes und Mari Possa. Letztere hat er vor den Kameras von Family Business kennengelernt. Im Februar 2006 bestätigte er auf dem Nachrichtenbrett seiner Webseite, dass er und Mari Possa getrennte Wege gingen und er derzeit zu niemandem in einer ernsthaften romantischen Liebe stecke.
2004 wurde Seymore Butts als einer von 30 bekannten Pornodarstellern von dem amerikanischen Fotografen Timothy Greenfield-Sanders in seinem Buch XXX: 30 Porn-Star Portraits und seiner HBO-Dokumentation Thinking XXX porträtiert.

### Gerichtsfälle
Von 2001 bis 2002 gab es einen Obszönitäts-Rechtsfall, der gegen Glasser lief (People of the State of California v. Adam Glasser, et al.). Es ging um einen seiner Filme aus dem Jahr 1999 namens Tampa Tushy Fest, der auch Fisting beinhaltete. Diese Richtung, die in der europäischen Pornografie schon vorkam, war in Amerika eher noch tabu. Glasser plädierte darauf, nicht schuldig zu sein und nicht gegen die kalifornischen Strafgesetzartikel 311.2(a) („production, distribution or exhibition of obscene matter“) oder 311.5 („advertising or promoting matter represented to be obscene“, besser bekannt als „pandering obscenity“) verstoßen zu haben.
Glasser traf vor dem Prozess eine Abmachung mit der Justiz Kaliforniens und bezahlte 1000 Dollar Buße, nachdem sein Betrieb sich bereit erklärte, keinen Einspruch gegen den Vorwurf des „creating public nuisance“ (Erregung öffentlichen Ärgernisses) zu erheben. Im Gegenzug wurden alle anderen Obszönitätsvorwürfe fallengelassen. In Family Business sprach er über den Gerichtsfall und benutzte ihn als Sprungbrett dafür, für seine Kampagne für freie Meinungsäußerung Geld zu sammeln.

## Auszeichnungen
- 1994 AVN Awards Best Gonzo Release: Seymore Butts in Paradise
- 1994 XRCO Award Best Couple Scene: Seymore & Shane on the loose
- 1996 AVN Awards Best Interactive CD-ROM – Game: Adventures of Seymore Butts II: In Pursuit of Pleasure
- 1996 AVN Awards Best Gonzo Release: A Pool Party at Seymore's, Parts 1 & 2
- 1997 AVN Awards Best Anal-Themed Release: American Tushy!
- 1997 AVN Awards Best Group Sex Scene – Video: American Tushy!
- 1998 AVN Awards Best Anal-Themed Release: Gluteus to the Maximus
- 1998 AVN Awards Best Group Sex Scene – Video: Gluteus to the Maximus
- 1999 AVN Awards Best Anal Sex Scene – Video: Tushy Heaven
- 1999 AVN Awards Best Anal-Themed Release: Tushy Heaven
- 1999 AVN Awards Best Gonzo Series: Seymore Butts
- 1999 AVN Awards Best Group Sex Scene – Video: Tushy Heaven
- 2000 AVN Awards Best All-Girl Sex Scene – Video: Tampa Tushy Fest
- 2000 AVN Awards Best Gonzo Series: Seymore Butts
- 2001 AVN Awards Best Group Sex Scene – Video: Mission to Uranus
- 2004 XRCO Award Special Awards: Family Business
- 2004 XRCO Award Mainstream's Adult Media Favorite: Family Business
- 2005 AVN Hall of Fame
- XRCO Hall of Fame: Film Creators

## Belege
1. ↑  Timothy Greenfield-Sanders: XXX: 30 Porno-Stars im Porträt. (Originaltitel: XXX: 30 Porn-Star Portraits.) Heyne Hardcore, München 2004; S. 18–19, 142–143. ISBN 978-3-453-67515-5.
2. ↑  Thinking XXX. Internet Movie Database, abgerufen am 22. Mai 2015 (englisch).

| Personendaten    | Personendaten                                    |
| ---------------- | ------------------------------------------------ |
| NAME             | Butts, Seymore                                   |
| ALTERNATIVNAMEN  | Glasser, Adam (Geburtsname)                      |
| KURZBESCHREIBUNG | US-amerikanischer Pornoregisseur und -darsteller |
| GEBURTSDATUM     | 18. März 1964                                    |
| GEBURTSORT       | New York City                                    |